# Ellershagen
Ellershagen ist ein bewohnter Gemeindeteil der Gemeinde Halenbeck-Rohlsdorf im Landkreis Prignitz im Nordwesten des Landes Brandenburg. Bis zum 31. Dezember 2001 war Ellershagen ein Wohnplatz der damaligen Gemeinde Rohlsdorf. Der Ort gehört dem Amt Meyenburg an. Bei Ellershagen befindet sich das Großsteingrab Ellershagen.

## Lage
Ellershagen liegt in der Prignitz, rund zehn Kilometer Luftlinie nordöstlich von Pritzwalk. Umliegende Ortschaften sind Rohlsdorf im Norden, Ellershagen Ausbau im Nordosten, Blesendorf im Osten, Könkendorf und Sadenbeck im Süden, Kuckuk im Südwesten und Rapshagen im Nordwesten.
Westlich von Ellershagen liegt der Sadenbecker Stausee. Die Landesstraße 154 verläuft westlich an Ellershagen vorbei, südlich liegt die Bundesautobahn 24. Ellershagen wird von seinem Nachbarort Rohlsdorf durch die Dömnitz getrennt.

## Geschichte
Ellershagen wurde im Jahr 1517 mit dem Namen Eldershagen erstmals urkundlich erwähnt. Die Ortschaft entwickelte sich zunächst einem Koloniedorf, hinzu kam später ein Rittergut. Das Gut gehörte kurzzeitig der alten Familie von Rohr, dann als Gutsbesitzerin im Erbgang einer Frau von Schmelinsky, geborene von Rohr. Ab etwa 1795 kam dieses Anwesen über zwei Generationen an die briefadelige Familie von Avemann. Deren Vorfahren stammten aus den Niederlanden und wurden stufenweise nach Familienzweig nobilitiert, für Ellershagen leisteten sie 1798 den Huldigungseid. Besonders namhaft waren die beiden Stiftshauptleute des Klosters Stift zum Heiligengrabe und Ritterschaftsräte, spätere Hauptritterschaftdirektoren, Johann Wilhelm Ludwig von Avemann (1772–1835), liiert mit Luise Friedrike von Rohr-Meyenburg, und sein jüngster Sohn, Theodor von Avemann (1801–1878) auf Ellershagen. Theodor von Avemann war mit Marie Busch verheiratet und hatte mit ihr zwei Söhne und vier Töchter, die alle in Heiligengrabe aufwuchsen. 1879 gehörte eine Ziegelei zum Gut, welches damals 543 ha groß war.
Der Ort gehörte zum Pritzwalkischen Kreis in der Kurmark, bis er 1817 im Rahmen einer Verwaltungsreform Teil des neu gebildeten Kreises Ostprignitz in der Provinz Brandenburg wurde. Bereits um 1895 wurde Otto Wodarg der neue Gutsbesitzer in Ellershagen.
Bis zum 30. September 1928 gehörte das Dorf Ellershagen zum gleichnamigen Gutsbezirk, der schließlich mit der Landgemeinde Rohlsdorf vereinigt wurde. Bis dahin war der Gutsbereich juristisch ein eigenständiger Ort. Otto Wodarg fungierte auch als regionaler Amtsvorsteher für mehrere Dörfer. Kurz vor der großen Wirtschaftskrise beinhaltete das Rittergut Ellershagen 562 ha gesamt, davon waren 75 ha Forstbestand. Der Gutsverwalter war Herr Jackobsen. Die Familie Wodarg war Gutseigentümer bis zur Bodenreform 1945.
Vom 25. Juli 1952 bis zur Wiedervereinigung lag Ellershagen im Kreis Pritzwalk im DDR-Bezirk Potsdam.
Nach der Wende gehörte die Gemeinde Rohlsdorf mit Ellershagen noch drei Jahre zum Landkreis Pritzwalk und seit Dezember 1993 zum Landkreis Prignitz. Am 31. Dezember 2001 fusionierte Rohlsdorf mit dem benachbarten Halenbeck zu der neuen Gemeinde Halenbeck-Rohlsdorf. Ellershagen war zunächst ein bewohnter Gemeindeteil im Ortsteil Rohlsdorf, bis Rohlsdorf am 4. Juni 2004 nach Amtsbeschluss ebenfalls zu einem bewohnten Gemeindeteil herabgestuft wurde.

## Denkmale
- Die Ortsverbindungsstraße zwischen Ellershagen und Ellershagen Ausbau, eine Betonplattenstraße aus den 1960er-Jahren, steht heute unter Denkmalschutz.[13]